# NGC 86
NGC 86 — линзообразная галактика (S0) в созвездии Андромеда.
Этот объект входит в число перечисленных в оригинальной редакции «Нового общего каталога». Открыта Гийомом Бигурданом в 1884 году. Описана в каталоге NGC как «чрезвычайно тусклая, очень маленькая, немного ярче в середине».
Вместе с NGC 41, NGC 90, NGC 93, UGC 165, IC 1544, IC 1546, IC 1552 и несколькими другими галактиками входит в скопление галактик, которое расположено за сверхскоплением Персея-Рыб либо является его частью.
Галактика NGC 86 входит в состав группы галактик NGC 80. Помимо NGC 86 в группу также входят ещё 12 галактик.